# لا تسأل، لا تقل
لا تسأل، لاتقل (بالإنجليزية: don't ask, don't tell)‏ كانت السياسة الرسمية للولايات المتحدة الأمريكية تجاه المثليين الذين يخدمون في الجيش الأمريكي من عام 1993 وحتى عام 2011. 
هذه السياسة منعت أي مثلي من الانضمام إلى الجيش الأمريكي لأن وجودهم «من شأنه أن يخلق مخاطر غير مقبولة على الروح المعنوية، وحسن النظام والانضباط، وتماسك الوحدة التي هي جوهر القدرة العسكرية».
هذه السياسة جعلت أي مثلي يخدم في الجيش الأمريكي يمنع من البوح بعلاقاته في أثناء خدمته في الجيش الأمريكي، وأن أي جندي يكشف علنا عن علاقاته سوف يواجه التسريح من الخدمة العسكرية.

## إلغاء السياسة

_{مجلس الشيوخ الأمريكي مرر هذه السياسة مع دعم جميع الحزب الديمقراطي (إلا شخص واحد) و8 من الحزب الجمهوري.}
_{جميع الأحزاب موافقة}
_{حزب موافق، وحزب لم يصوت}
_{حزب موافق، حزب غير موافق}
_{حزب غير موافق، حزب لم يصوت}
_{جميع الأحزاب غير موافقة}

تم التوقيع لإلغاء هذه السياسة في عهد الرئيس الأمريكي باراك أوباما بتاريخ 22 ديسمبر عام 2010. وقد أصبحت سارية في سبتمبر 20 من عام 2011.

## معرض صور

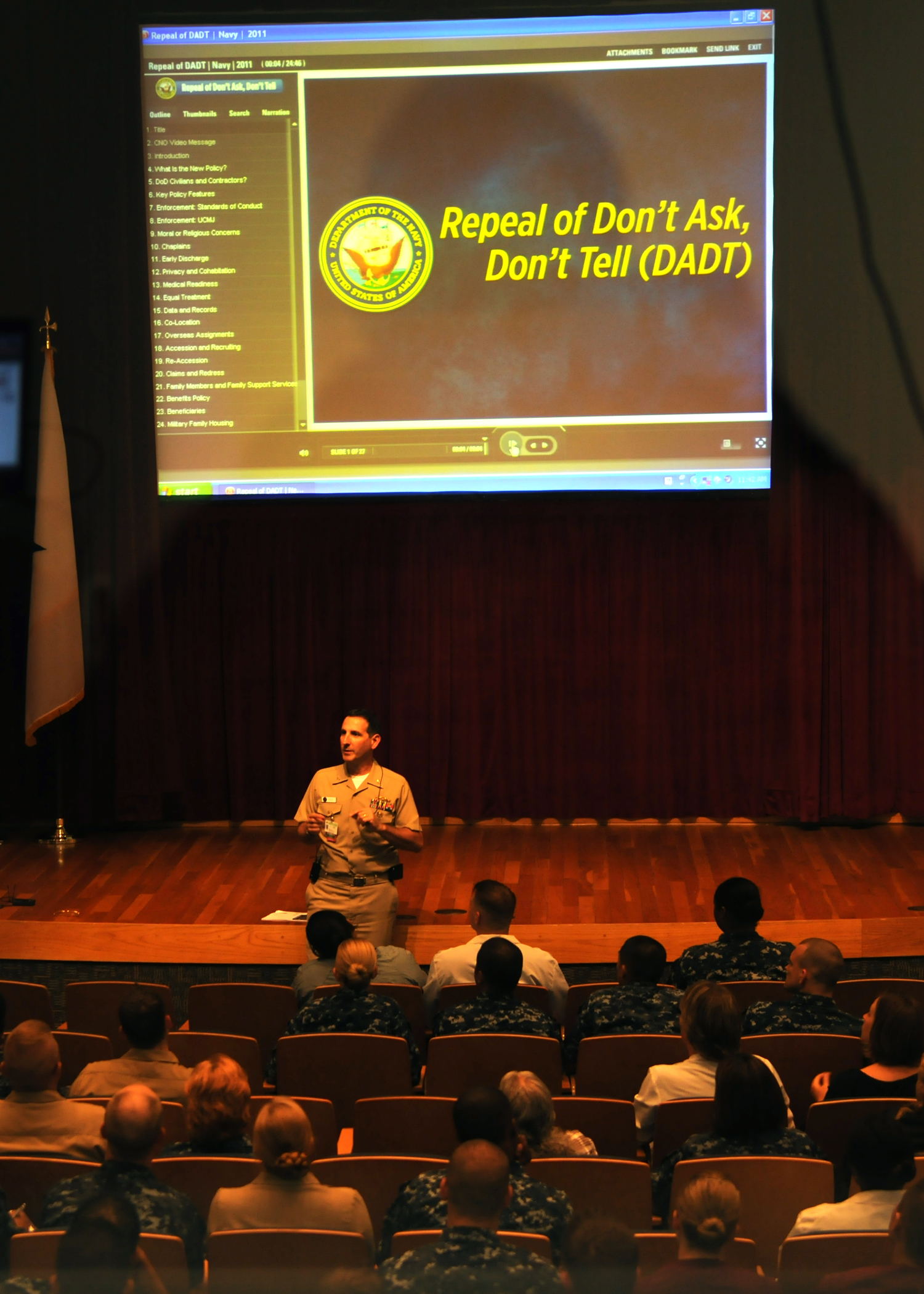
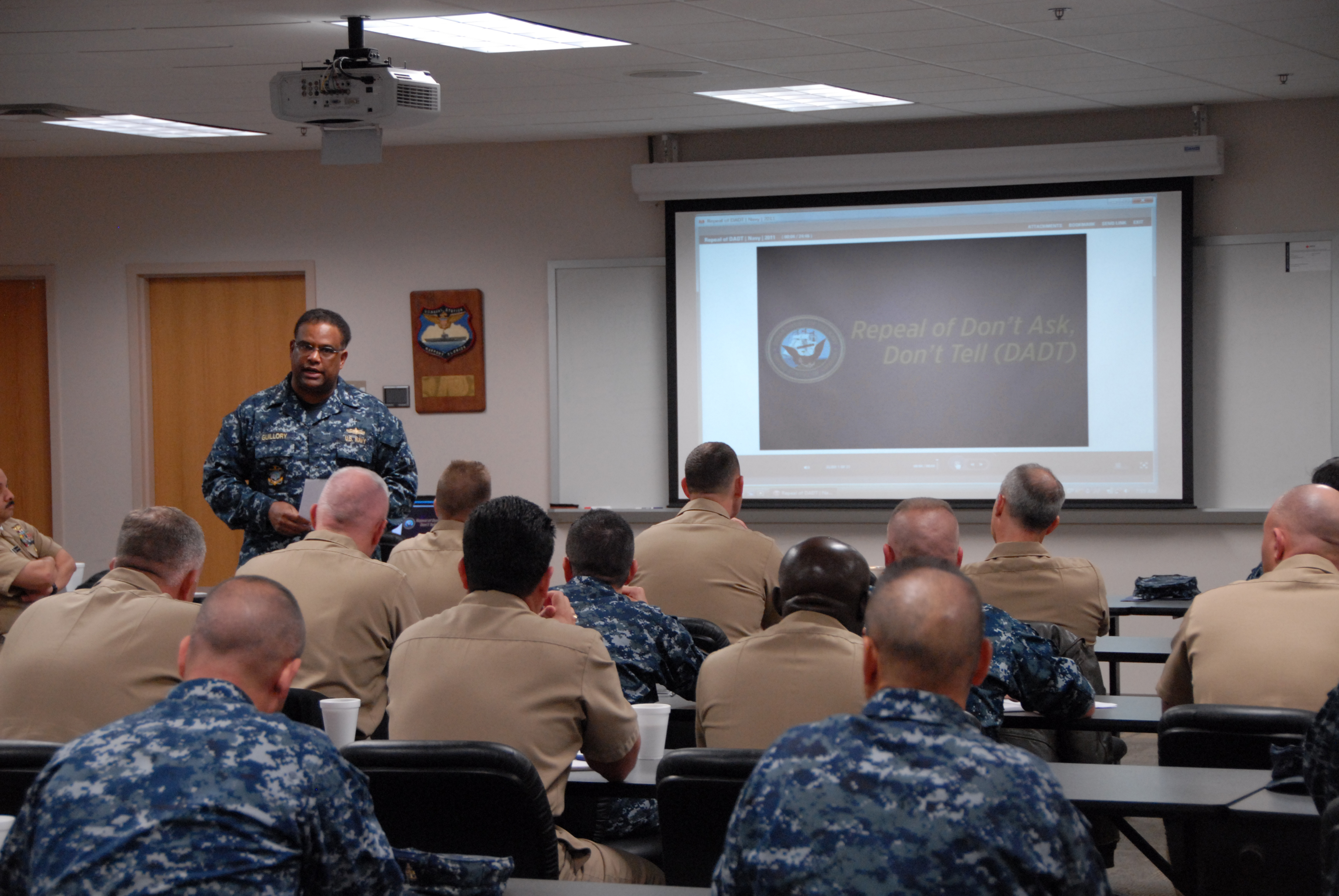
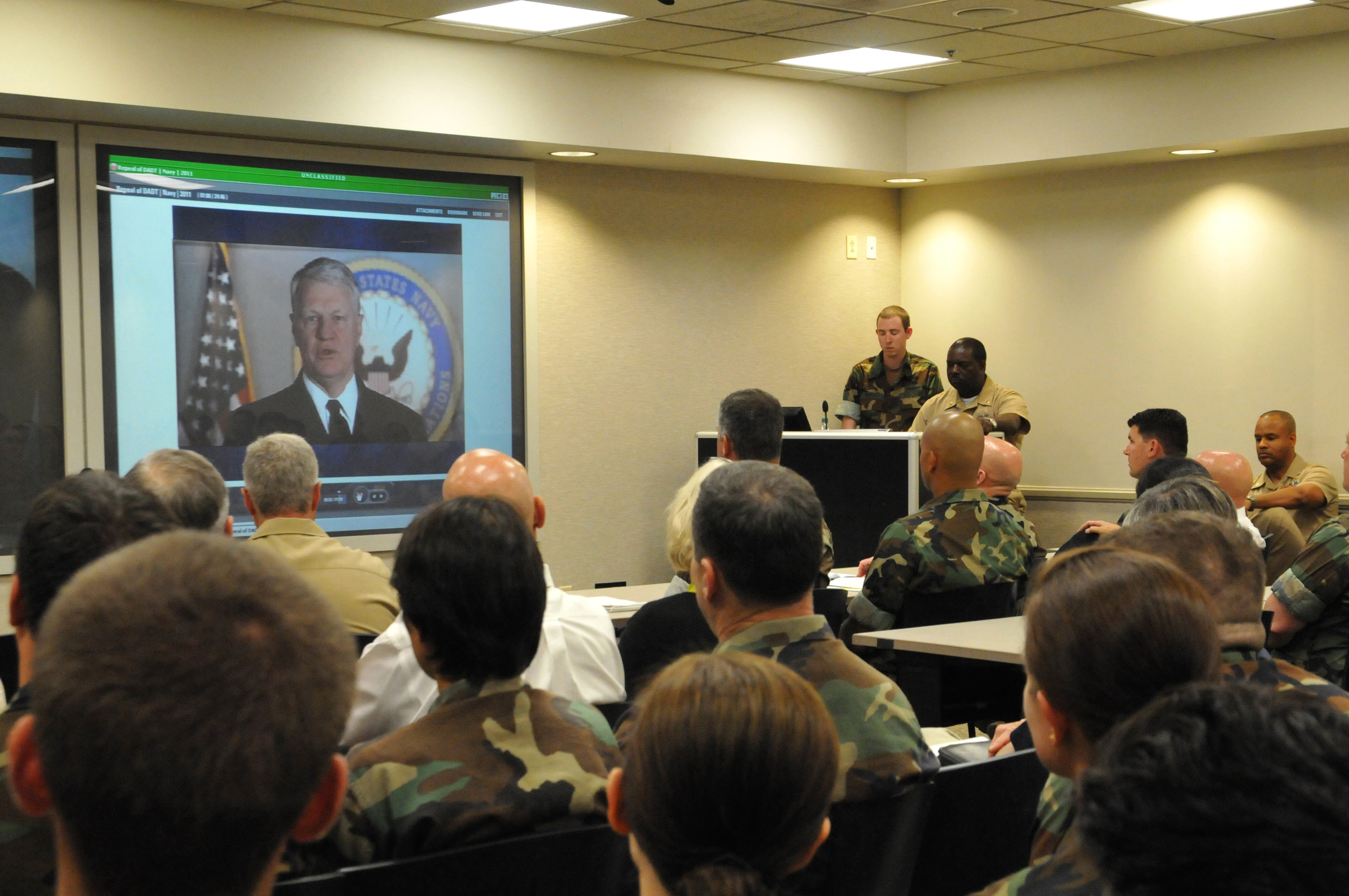